# Општина Бучеча (Ботошани)
Бучеча (рум. Bucecea) општина је у Румунији у округу Ботошани.
Oпштина се налази на надморској висини од 240 m.